# Servières-le-Château
 Servières-le-Château  là một xã thuộc tỉnh Corrèze trong vùng Nouvelle-Aquitaine miền trung Pháp.